# Якимовка (Ангарский район)
Якимовка — заимка в Ангарском городском округе Иркутской области России. Находится примерно в 34 км к юго-западу от Ангарска.

## История
Входила в состав сельского поселения Одинское муниципальное образование Ангарского муниципального района. Законом Иркутской области от 10 декабря 2014 года № 149-ОЗ, с 1 января 2015 года все муниципальные образования ныне упразднённого Ангарского муниципального района, в том числе и Одинское муниципальное образование, объединены в Ангарский городской округ.

## Население
По данным Всероссийской переписи, в 2010 году на заимке проживали 94 человека (47 мужчин и 47 женщин).
| 2002 | 2010 | 2011 | 2012 |
| ---- | ---- | ---- | ---- |
| 19   | ↗47  | →47  | ↗56  |

По данным Всероссийской переписи, в 2010 году на заимке проживало 47 человек (22 мужчины и 25 женщин).